# Aragóniai Péter szicíliai királyi herceg
Aragóniai Péter (Catania, Szicília, 1398. november 17. – Catania, Szicília, 1400. augusztus 16./november 8.), születési neve: Frigyes, olaszul: Pietro (Federico) di Sicilia, katalánul: Pere (Frederic) de Sicília, spanyolul: Pedro (Fadrique) de Sicilia, szicíliai és aragón királyi herceg, szicíliai trónörökös. Férfi ágon a Barcelonai-ház aragón királyi ágának a tagja, női ágon pedig a Barcelonai-ház szicíliai királyi ágának a tagja.

## Élete
I. (Aragóniai) Mária szicíliai királynő és I. (Ifjú) Márton szicíliai király és aragón trónörökös egyetlen gyermeke. 1398. november 17-én Cataniában az Ursino-várban született hajnali fél háromkor. A szülés hosszú és nehéz volt Mária számára.

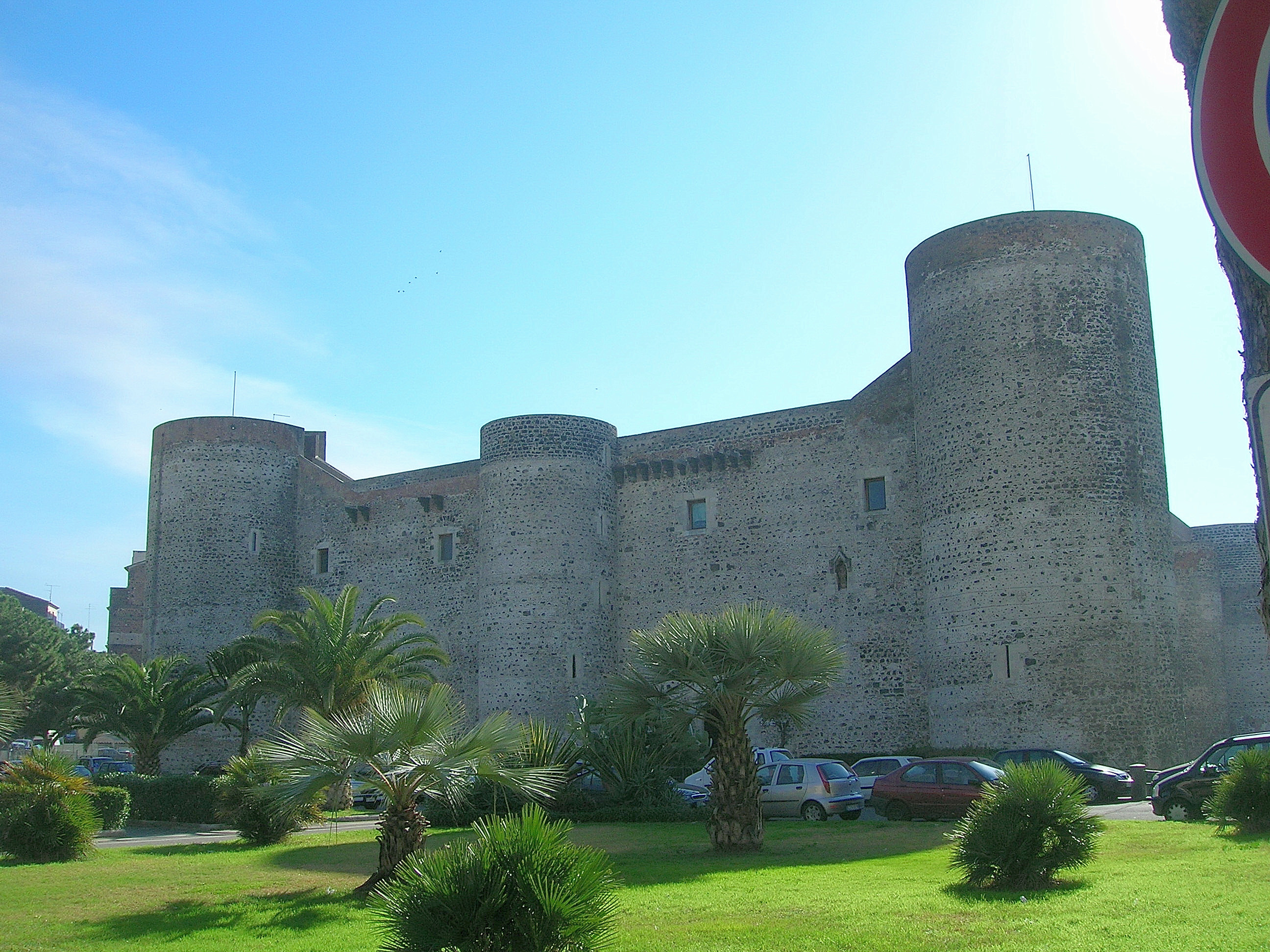
Az Ursino-vár Cataniában

Mária terhességét nagy izgalommal követte végig az aragón udvar. Idős Márton, aki az előző évben távozott ugyan Szicíliából, hogy a bátyja, I. János halálával megürült aragón trónt elfoglalja, de aki a távolból is megtartotta a Szicília főkormányzója címét, és így Szicília legfőbb urának számított, akinek mint uralkodónak és atyának is a királyi pár, a fia és a menye szintén feltétlen engedelmességgel tartozott, már jó előre gondoskodni akart a menyéről és a születendő unokájáról, és azt szerette volna, ha Mária minden szükséges ellátást megkap, hogy a szülés a lehető legjobb körülmények között menjen végbe, ezért küldött a menyének két, egy az általános orvostudományban és egy a sebészetben járatos orvost is.
A fiú trónörökös születése, amelyet a királyság általános ünnepléssel fogadott, felbátorította Máriát.
Miután a szicíliai királyi pár házassága hosszú évekig gyermektelennek bizonyult, ezért nagy öröm volt a trónörökös születése nemcsak Szicília, hanem Aragónia számára is. Ugyanis Szicília trónörököse volt anyja révén, Aragóniában pedig apja révén a trónörökös fia, ott a második helyen állt a trónöröklésben, azaz a korona várományosa volt. A születése tehát megoldani látszott a trónöröklést Szicíliában és a trónutódlást, valamint a dinasztia folytonosságát Aragóniában. Szicíliában az édesanyja, I. Mária királynő születése (1363) óta, azaz 35 éve királyi herceg vagy hercegnő nem látott napvilágot.
Aragóniába 1399 februárjában érkezett meg az örömhír, ugyanis I. (Idős) Márton aragón király egy 1399. február 28-án kelt, Vitale de Filesio agrigentói aljegyzőnek a közelgő koronázásáról hírt adó levelében kifejezte örömét a már régóta óhajtott unokájának, Péternek a születése miatt. Ez volt I. (Idős) Márton uralkodásának csúcspontja, mikor aragón királlyá koronázták (1399. április 13.) feleségével, Luna Mária aragón királynéval (1399. április 22.) együtt Zaragozában. Az aragón királyi ház, úgy tűnt, három generációnyi folytonossággal virága teljébe került.
A névadásban először a szicíliai hagyományokat követték, így elsőszülöttként a világra jöttekor a Szicíliában szokásos Frigyes nevet kapta,  de végül az aragón hagyományok szerint Péter névre keresztelték 1399. április 29-én Péter napon a Szent György napi ünnepségek keretében a cataniai Ursino-várban fogadással egybekötött fényes szertartás közepette. A kis csecsemő keresztelője így szinte egy időben zajlott a nagyszülei koronázási ünnepségeivel.
A kicsi keresztanyja Giovannuccio Rizzónak, Messina kapitányának a felesége lett.

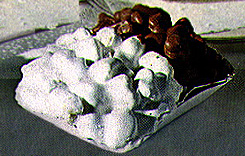
Pignolata glassata

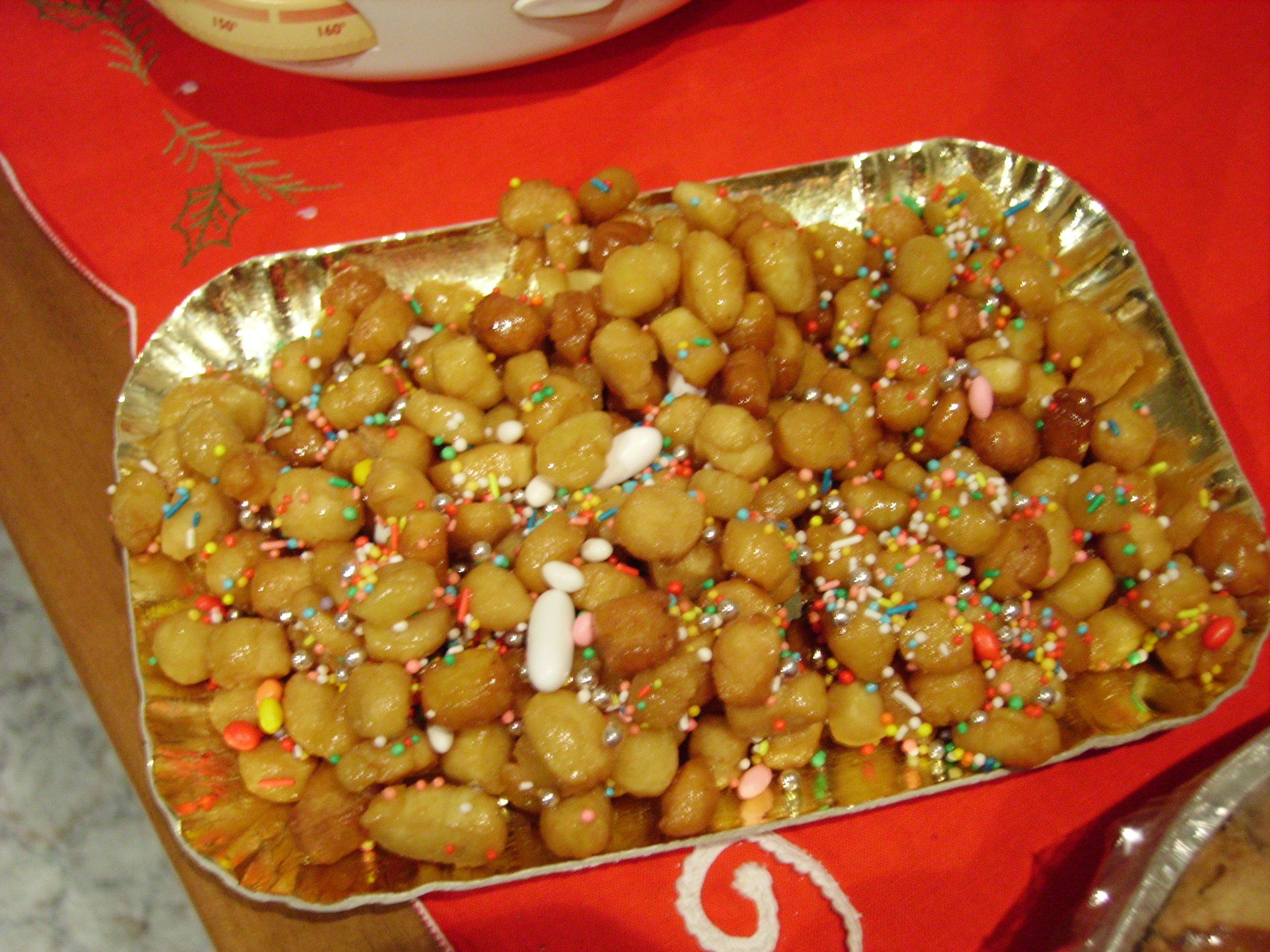
Pignolata al miele

A szicíliai királyi hercegek és hercegnők keresztelői közül különösen kiemelkedik Péter herceg keresztelője. A szertartást IX. Bonifác pápa apostoli nunciusa celebrálta, ami még a városban történt, és ennek a cappella del Paradiso adott otthont. Itt helyezték el a keresztelőmedencét, az eszközöket, a vendégek számára fenntartott helyeket és a jobb megvilágosításhoz szükséges gyertyatartókat. A fogadáson, amelyet az Ursino-várban székelő szicíliai parlament nagytermében tartottak, a vidámságról a fuvolajátékosok gondoskodtak, és ez alkalomból Szicília híres mézes süteménye, a pignolata is nagy mennyiségben fel volt szolgálva a vendégek számára.
Ugyanakkor amint elérte a nyolc hónapos kort (1399. július 17.), a nagyszülők, az aragón királyi pár döntése alapján, akik a távolból is Szicília legfőbb urai maradtak, akiknek a szicíliai királyi pár szintén feltétlen engedelmességgel tartozott, a kis Pétert elválasztották az édesanyjától, Mária királynőtől, és átvitték a palota egy másik lakosztályába azzal az indoklással, hogy az anya közelsége ne járjon káros következményekkel a kis herceg személyiség-fejlődésére.
Röviddel a második születésnapja előtt a kis Péter-Frigyes herceg azonban egy balesetben életét vesztette. 1400. augusztus 16-án vagy november 8-án Cataniában a szülei jelenlétében az Usino-vár egyik csarnokában egy lovagi tornán fejbe találta egy széttörött kopja hegye. Apja, Ifjú Márton rögtön értesítette a főváros, Palermo lakosságát a szomorú hírről. Édesanyja, Mária királynő nem bírta kiheverni ezt a csapást, és a fia halála miatt mély levertség lett rajta úrrá, megbetegedett, és csak nem sokkal élte túl a fiát. Mária királynő Lentini várában hunyt el 1401. május 25-én, feltételezhetően pestisben. A Barcelonai-ház királyi ága pedig pár évvel később törvényes férfi ágon kihalt, miután Ifjú Márton házasságból született utódok nélkül 1409-ben elhunyt, majd apja, Idős Márton is meghalt a következő évben.
Péter herceg féltestvérei voltak: Márton herceg, Jolán nieblai grófné és Frigyes lunai gróf.
Péter herceget a nagyszülei, III. Frigyes szicíliai király és Aragóniai Konstancia mellé temették a cataniai Szent Ágota Székesegyházban, ahova a következő évben édesanyja, I. Mária szicíliai királynő földi maradványait is elhelyezték.

## Családfa
| I. Márton aragóniai király * 1356 † 1410. V. 31. | I. Márton aragóniai király * 1356 † 1410. V. 31. |                                                          |                                                          | Luna Mária * 1353 † 1406. XII. 29. | Luna Mária * 1353 † 1406. XII. 29. |  |  | III. Frigyes szicíliai király * 1342. XII. 4. † 1377. VII. 27. | III. Frigyes szicíliai király * 1342. XII. 4. † 1377. VII. 27. |                                                            |                                                            | Aragóniai Konstancia * 1344 † 1363. VII. 18. | Aragóniai Konstancia * 1344 † 1363. VII. 18. |
|                                                  |                                                  |                                                          |                                                          |                                    |                                    |  |  |                                                                |                                                                |                                                            |                                                            |                                              |                                              |
|                                                  |                                                  |                                                          |                                                          |                                    |                                    |  |  |                                                                |                                                                |                                                            |                                                            |                                              |                                              |
|                                                  |                                                  | I. Márton szicíliai király * 1374/75/76 † 1409. VII. 25. | I. Márton szicíliai király * 1374/75/76 † 1409. VII. 25. |                                    |                                    |  |  |                                                                |                                                                | I. Mária szicíliai királynő * 1363. VII. 2. † 1401. V. 25. | I. Mária szicíliai királynő * 1363. VII. 2. † 1401. V. 25. |                                              |                                              |
|                                                  |                                                  |                                                          |                                                          |                                    |                                    |  |  |                                                                |                                                                |                                                            |                                                            |                                              |                                              |
|                                                  |                                                  |                                                          |                                                          |                                    |                                    |  |  |                                                                |                                                                |                                                            |                                                            |                                              |                                              |
|                                                  |                                                  |                                                          |                                                          |                                    |                                    |  |  |                                                                |                                                                |                                                            |                                                            |                                              |                                              |

|  |  |  |  | Péter (Frigyes) * 1398. XI. 17. † 1400. VIII. 16./XI. 8. |